# Trustfall
Trustfall е деветият студиен албум на американската поп изпълнителка Пинк, издаден през февруари 2023. Достига до второ място в класацията за албуми Билборд 200. От албумът са издадени до момента два сингъла Never Gonna Not Dance Again и Trustfall.

## Списък с песни

### Оригинален траклист
1. When I Get There – 3:20
2. Trustfall – 3:57
3. Turbulence – 3:26
4. Long Way to Go (с The Lumineers) – 3:09
5. Kids in Love (с First Aid Kit) – 2:47
6. Never Gonna Not Dance Again – 3:44
7. Runaway – 2:42
8. Last Call – 4:03
9. Hate Me – 3:20
10. Lost Cause – 3:38
11. Feel Something – 3:04
12. Our Song– 2:54
13. Just Say I'm Sorry (с Chris Stapleton) – 3:33

### Японско издание
1. Never Gonna Not Dance Again (Sam Feldt remix) – 2:47